# 屏山書院 (臺灣)
屏山書院為臺灣清治時期位於鳳山縣的書院，其歷史可追溯成立於康熙49年（1710年）的鳳山縣義學，於乾隆52年（1787年）因林爽文事件而遭毀壞。

## 沿革
康熙49年（1710年），鳳山縣知縣宋永清在興隆莊文廟旁建立義學。雍正四年（西元1726年）知縣蕭震將義學遷入鳳山縣縣城（今高雄市左營區）東廂，命名為「屏山書院」，為高雄首座書院。當時書院設置有兩間講堂與齋舍（相當於學校宿舍）。而改制成書院之後，該設施已從收容貧童的啟蒙教育機構變成需經考試才能入學的高等教育機構。
乾隆11年（1746年），知縣呂鍾琇增建後堂。乾隆16年（1751年），署理知縣吳開福增建圍牆。之後知縣丁居信（1757年時）、王瑛曾（1762年時）也都曾整修書院。格局至此形成兩間講堂、左右兩側為齋舍、後有後堂，四周以牆圍起的狀態。
乾隆52年（1787年）林爽文事件中，南臺灣勢力的首領莊大田（1734－1788）兩度攻陷鳳山縣城，城內建設幾乎毀於一旦，屏山書院也在事件中被夷為平地，再難尋覓遺跡。屏山書院毀壞後，乾隆53年（1788年）欽差大臣福康安鑒於舊城殘破不堪，奏准將縣城遷移至下埤頭街（今高雄市鳳山區）。在地方政府和士紳的努力下，設立「鳳儀書院」延續原「屏山書院」的功能，成為文教中心。